# Panteghini

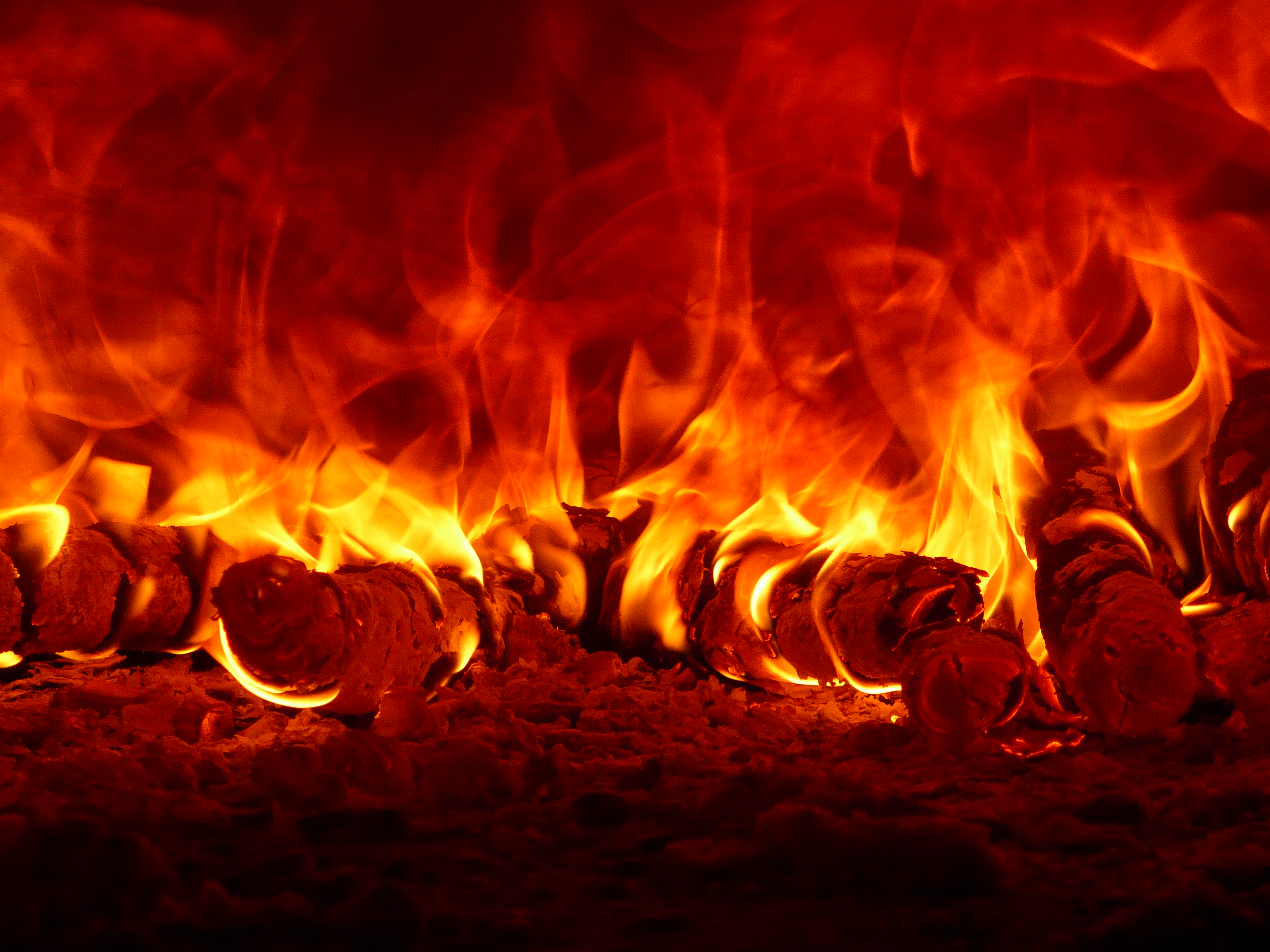
Aodh en gaelic : du Feu

Famille italienne, d'origine Camunienne, proto-celte, descendant des fils d'Aodh, liée aux tribus primitives gaéliques écossaises et irlandaises et aux clans écossais, Mc Coy (Mac Kay) et Mc Farlane, avant la christianisation, établie à Bienno, reconnu comme l'un des 5 plus beaux villages d'Italie, dans la province de Brescia, dans le Val Camonica en Lombardie.
Son origine étymologique pourrait être à la fois locale, lombarde du village de Capo di Ponte et vénète (de Venise) et pourrait vouloir dire « celui (ghini) de Capo di Ponte » au XIIe ou XIIIe siècle.
Il existe un peintre du début du XVIe siècle surnommé le « Ponteghino », qui pourrait venir du même village.
L'étude de ses origines est en cours par l'association de l'étude des haplogroupes Y et de l'ADN mitochondrial de plusieurs de ses membres, rendue possible grâce à la création du Projet génographique, qui étudie les migrations humaines depuis les origines humaines, et de la généalogie.

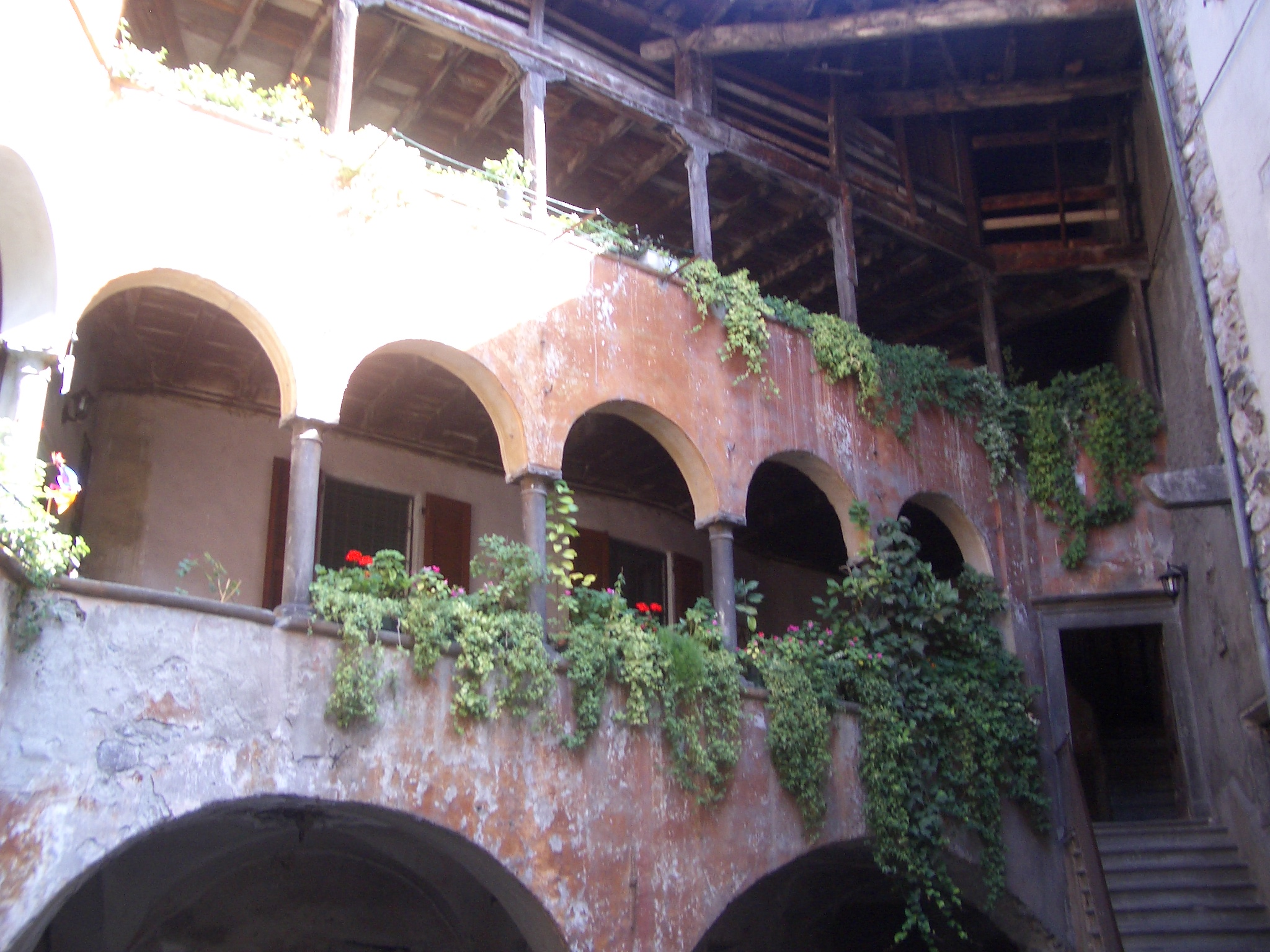
Casa Bettoni antico palazzo in Bienno

En 1483, le Signor Panteghini, s'installe à Bienno, venant de Capo di Ponte qui appartenait à la république de Venise, selon la légende, au moment de l'annexion du Val Camonica, et construit sa maison, la Casa Panteghini .
En 1932, à la mort de la comtesse Paolina Fè d'Ostiani Montholon, veuve de Napoléon, Charles Tristan de Montholon et propriétaire du palais Simoni-Fè, l'usufruit des étages inférieurs de cette demeure est laissé à leurs parents et personnes de confiance, les époux Liberata Fostinelli et Battista Panteghini, et à tous leurs descendants ad vitam eternam, pour les récompenser de leur loyauté.

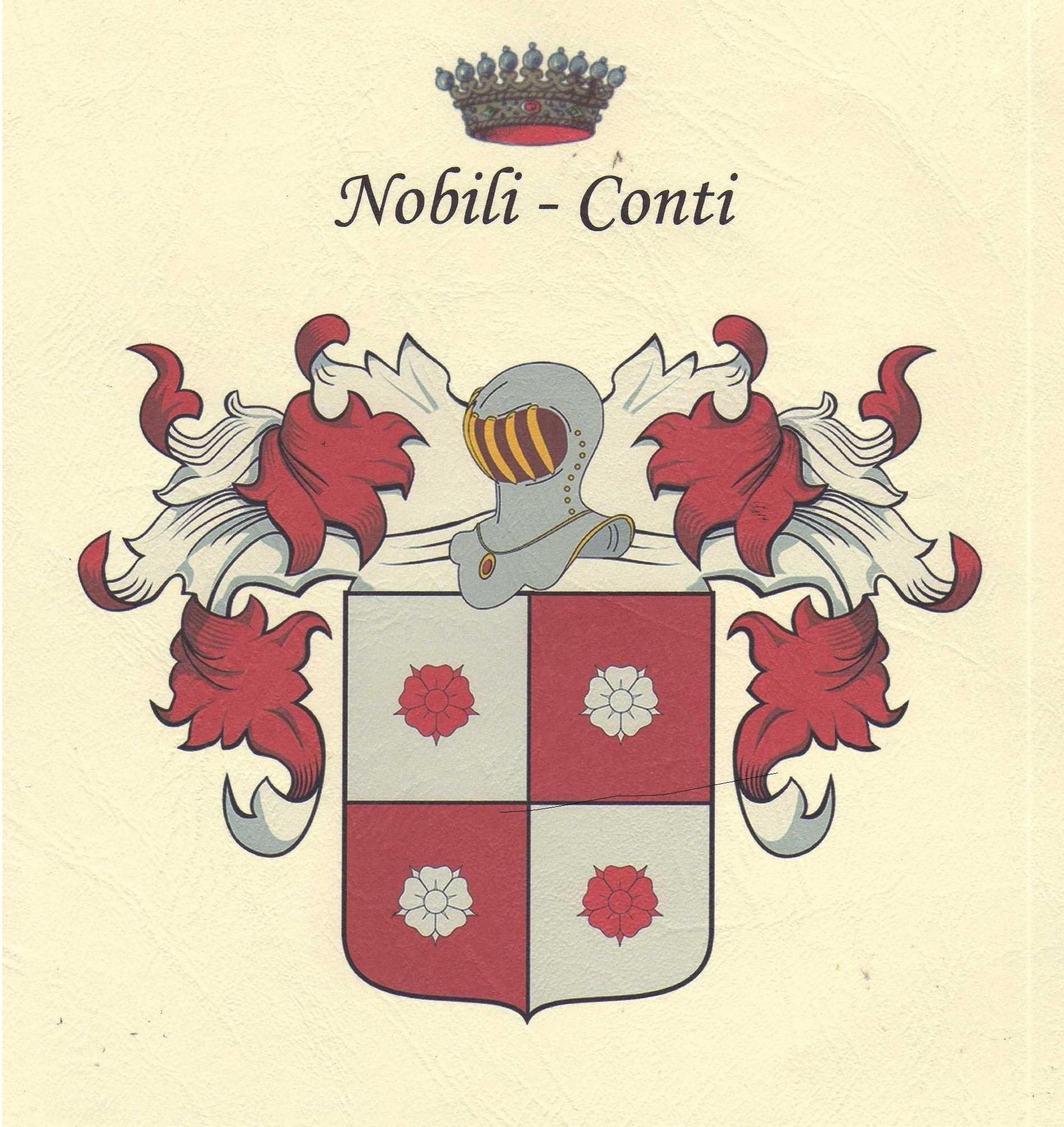
Blason des Comtes Bettoni de Venise, un écu écartelé d'argent et de gueules avec quatre roses sur les quartiers de l'un en l'autre

À la même période, leur fils Battista s'unit à Maria Bettoni, dont la famille, d'origine lombarde, mais installée durablement et anoblie à Venise, possède un autre palais du Quattrocento, la Casa Bettoni .
Le blason des comtes Bettoni de Venise, déjà alliés à la famille Simoni d'Ostia Fè en 1852 , est un écu écartelé d'argent et de gueules à quatre roses de l'un dans l'autre (deux roses argent et deux roses rouges).
L'usufruit du palais Simoni-Fè, dont la devise du blason Simoni est Fides, est cédé plus de cinquante ans plus tard en 1988 à la municipalité de Bienno, par leurs enfants et le palais devient la bibliothèque municipale et un centre culturel qui abrite de nombreuses expositions.
Padre Antonio Panteghini est élu supérieur général de la congrégation des Prêtres du Sacré-Cœur de Jésus de 1979 à 1991 à Rome, et cité parmi les personnalités de l'année 2015, de Brescia, Italie,.
En 2000, le docteur Vanessa Panteghini, dont la grand-mère paternelle est Maria Bettoni, lance l'alerte de l'affaire des cancers pédiatriques de Vincennes.

## Liens
- famille Bettoni
- Bienno
- Venise